# Mosjön (Västra Eneby socken, Östergötland)
Mosjön är en sjö i Kinda kommun i Östergötland och ingår i Motala ströms huvudavrinningsområde.